# 米隆·康斯坦丁内斯库
米隆·康斯坦丁内斯库（羅馬尼亞語：Miron Constantinescu；1917年12月13日—1974年7月18日），罗马尼亚共产党中央政治执行委员会委员、中央书记处书记、罗马尼亚部长会议第一副主席。

## 生平
1917年，出生。
1918年，随家人移居阿拉德市。
1938年，毕业于布加勒斯特大学文学和哲学院。
1939年，任社会科学研究所研究员，开始在《罗马尼亚社会学》杂志撰文发表文章。
1940年，完成博士论文《论霍里亚起义的社会根源》，获社会学博士学位。
1935年，加入罗马尼亚共产主义青年联盟。
1936年，加入罗马尼亚共产党。
1941年，逮捕入狱。
1944年，八·二三武装起义后，获释出狱。
1945年，被任命为罗马尼亚共产党中央机关报《火花报》总编辑。
1945年，罗马尼亚共产党整合“国内派”、“监狱派”、“莫斯科派”，在党的代表会议上当选为罗共中央委员、中央政治局委员。
1946年，任国民议会外交委员会主席。
1947年，任稳定和恢复国民经济委员会秘书长、国民教育部副国务秘书。
1948年，任罗马尼亚人民共和国国民经济最高委员会主席、罗马尼亚人民共和国矿业和石油部长。
1949年，任罗马尼亚人民共和国国家计划委员会主席，领导构建罗马尼亚计划经济框架的工作。
1952年，任罗马尼亚工人党中央书记处书记、武装部队最高军事委员会委员。
1954年，任罗马尼亚人民共和国部长会议副主席。
1955年，任部长会议第一副主席，分管教育、科学和文化，负责意识形态领域。
1956年，兼任教育部长。后被派到卢戈日地区，严密控制当地的匈牙利族人。
1957年，被定为“基希涅夫斯基—康斯坦丁内斯库分裂主义集团”，解除中央政治局委员职，任罗马尼亚科学院经济研究所所长、罗马尼亚工人党中央社会历史研究所所长。
1958年，从党中央领导层除名。任布加勒斯特大学经济政策和历史学教授。
1962年，任布加勒斯特“尼古拉·约尔加”历史研究所所长、布加勒斯特师范教育学院历史学教授。
1965年，任国家教育部副部长。
1969年，任布加勒斯特大学艺术学院历史学教授。
1968年，恢复名誉。
1969年，任教育部长。
1970年，被增选为罗马尼亚共产党中央政治执行委员会候补委员，任罗马尼亚共产党中央委员会“斯特凡·乔治乌”社会政治经济教育学院院长。
1972年，任罗马尼亚社会和政治科学院院长、国务委员会附属机构—经济委员会主席、罗马尼亚社会主义共和国国务委员会副主席、罗马尼亚共产党中央书记处书记。12月，兼任中央经济和社会活动工人监督委员会主席。
1974年，当选为罗马尼亚社会主义共和国科学院院士，为罗马尼亚社会主义共和国大国民议会主席。7月病逝。

## 作品
- 《霍里亚起义的社会根源》（1940年）
- 《帕特里亚和爱国主义》（1946年）
- 《莱昂·布鲁姆的路》（1947年）
- 《人民民主制度下法律的价值作用》（1950年）
- 《历史上的特兰西瓦尼亚》（三部曲）（1959年-1963年）
- 《奥匈帝国帝制的瓦解：1900年—1918年》（1964年）
- 《当代社会学研究》（1966年）
- 《资本，为何要政治经学批判？》（1967年）
- 《发展社会学。埃维昂随笔》（1968年）
- 《文件和证词，1918年》（1968年）
- 《普通社会学。问题，分支，方向》（1968年）
- 《罗马尼亚民族国家的完美统一：特兰西瓦尼亚与古罗马尼亚的联盟》（合著）（1968年）
- 《青年的社会融合：当代社会学研究》（合著）（1969年）
- 《社会学的研究：1938年—1971年》（1970年）
- 《完善的罗马尼亚民族国家》（1971年）
- 《罗马尼亚教育史》（1971年）
- 《监狱的回忆》（合著）（1972年）
- 《罗马尼亚通史简编》（上、中、下）（合著）（1971年-1974年）